# Conjunto de Julia
Los conjuntos de Julia, así llamados por el matemático Gaston Julia, son una familia de conjuntos fractales que se obtienen al estudiar el comportamiento de los números complejos al ser iterados por una función holomorfa.
El conjunto de Julia de una función holomorfa {\displaystyle f\,} está constituido por aquellos puntos que bajo la iteración de {\displaystyle f\,} tienen un comportamiento 'caótico'. El conjunto se denota {\displaystyle J(f)\,}.
En el otro extremo se encuentra el conjunto de Fatou (en honor del matemático Pierre Fatou), que consiste de los puntos que tienen un comportamiento 'estable' al ser iterados. El conjunto de Fatou de una función holomorfa {\displaystyle f\,} se denota {\displaystyle F(f)\,} y es el complemento de {\displaystyle J(f)\,}.

## Polinomios cuadráticos
Una familia muy notable de conjuntos de Julia se obtienen a partir de funciones cuadráticas simples: {\displaystyle f_{c}(z)=z^{2}+c\,}, donde {\displaystyle c\,} es un número complejo. El conjunto de Julia que se obtiene a partir de esta función se denota {\displaystyle J_{c}\,}.
Un algoritmo para obtener el conjunto de Julia de {\displaystyle f_{c}(z)=z^{2}+c\,} es el siguiente:
Para todo complejo {\displaystyle z\,} se construye por la siguiente sucesión:
{\displaystyle z_{0}=z\,}
{\displaystyle z_{n+1}=z_{n}^{2}+c}
Si esta sucesión queda acotada, entonces se dice que {\displaystyle z\,} pertenece al conjunto de Julia de parámetro {\displaystyle c\,}, denotado por {\displaystyle J_{c}\,}; de lo contrario, {\displaystyle z\,} queda excluido de éste.
En las imágenes anteriores, los puntos negros pertenecen al conjunto y los de color no. Los colores dan una indicación de la velocidad con la que diverge la sucesión (su módulo tiende a infinito): en rojo oscuro, al cabo de pocos cálculos se sabe que el punto no está en el conjunto; y en blanco, se ha tardado mucho más en comprobarlo. Como no se pueden calcular infinitos valores, es preciso poner un límite, y decidir que si los {\displaystyle n\,} primeros términos de la sucesión están acotados, el punto pertenece al conjunto. Al aumentar el valor de {\displaystyle n\,} se mejora la precisión de la imagen.

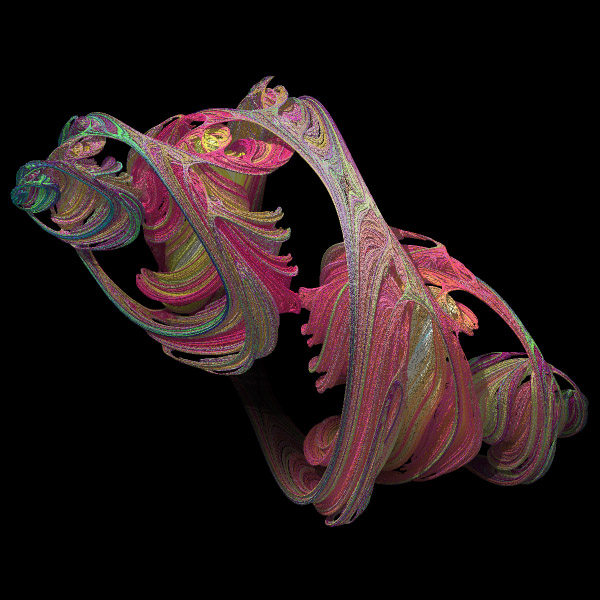
Conjunto de Julia en 3D.

Se puede demostrar que si {\displaystyle |z_{n}|>2\,} entonces la sucesión diverge y el punto {\displaystyle z} no pertenece al conjunto de Julia. Por lo tanto, basta encontrar un solo término de la sucesión que verifique {\displaystyle |z_{n}|>2\,} para tener la certeza de que {\displaystyle z\,} no está en el conjunto. 
Existe una relación muy fuerte entre los conjuntos de Julia y el conjunto de Mandelbrot denotado por {\displaystyle M\,}, debido a la similitud de sus definiciones:
Se dice que {\displaystyle c\,} pertenece a {\displaystyle M\,} si y solo si {\displaystyle J_{c}\,} es conexo.
Los resultados más vistosos se obtienen al tomar el parámetro {\displaystyle c\,} en la frontera de {\displaystyle M\,}, pues si {\displaystyle c\,} esta en el interior de {\displaystyle M\,} resulta que {\displaystyle J_{c}\,} toma el aspecto de un objeto redondo, poco fractal, y solo el borde tiene la apariencia de fractal. Por ejemplo si {\displaystyle c=0} resulta que el conjunto de Julia es la circunferencia unitaria, con centro en el origen de coordenadas.
En las imágenes, se han tomado como valores de c: -1,3 + 0,00525·i; -0,72 – 0,196·i; -0,1 + 0,87·i y -0,51 – 0,601·i, por razones estéticas.
Se pueden generalizar estos conjuntos tomando otras relaciones de inducción: {\displaystyle z_{n+1}=f(z_{n})\,} con cualquier función compleja {\displaystyle f\,}. Se puede también generalizar a cualquier dimensión, y emplear varias funciones en lugar de una sola.

## Ejemplos de Conjuntos de Julia

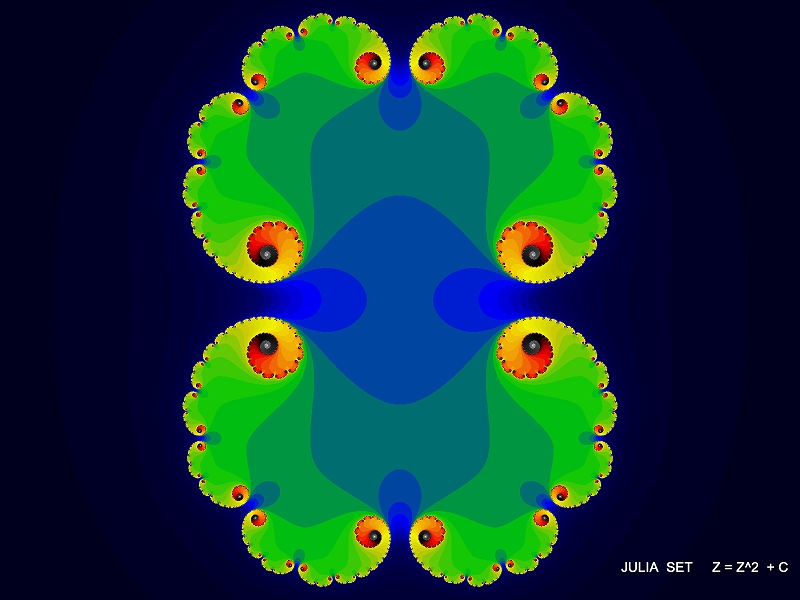
f(z) = z2 + 0.279
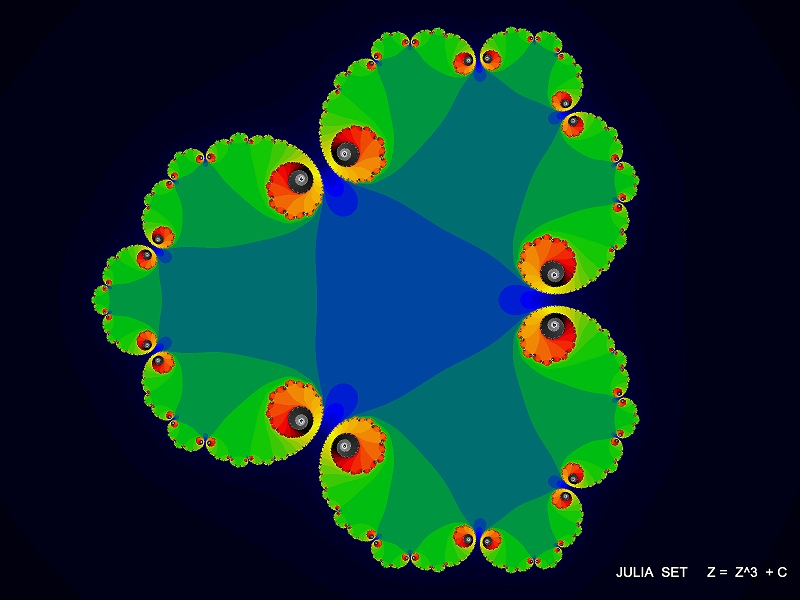
f(z) = z3 + 0.400
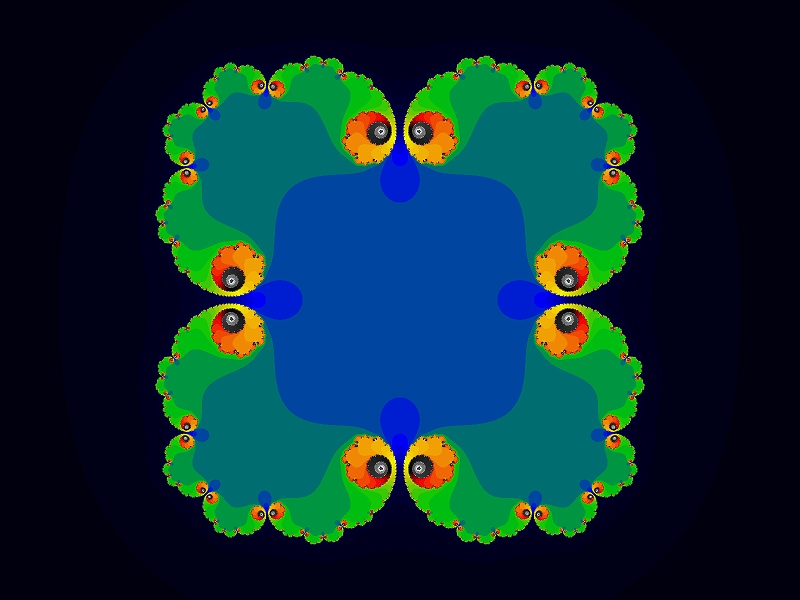
f(z) = z4 + 0.484
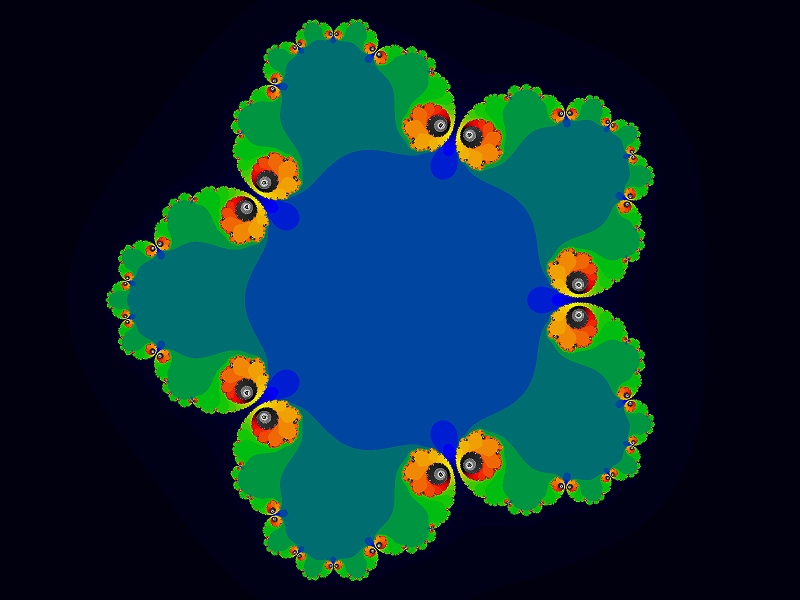
f(z) = z5 + 0.544
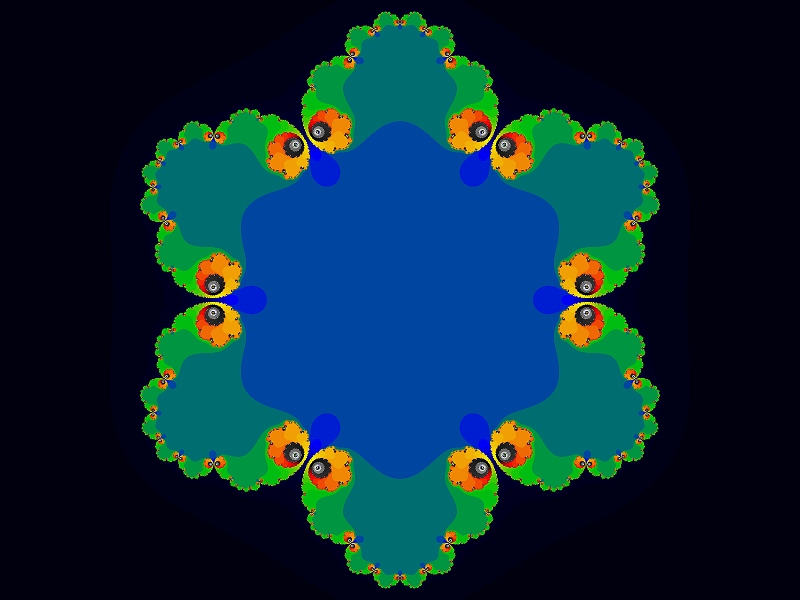
f(z) = z6 + 0.590
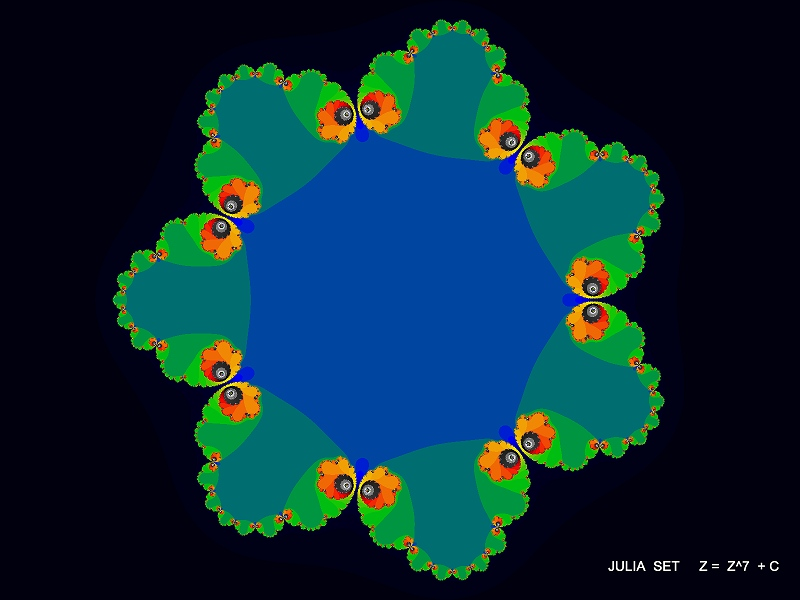
f(z) = z7 + 0.626
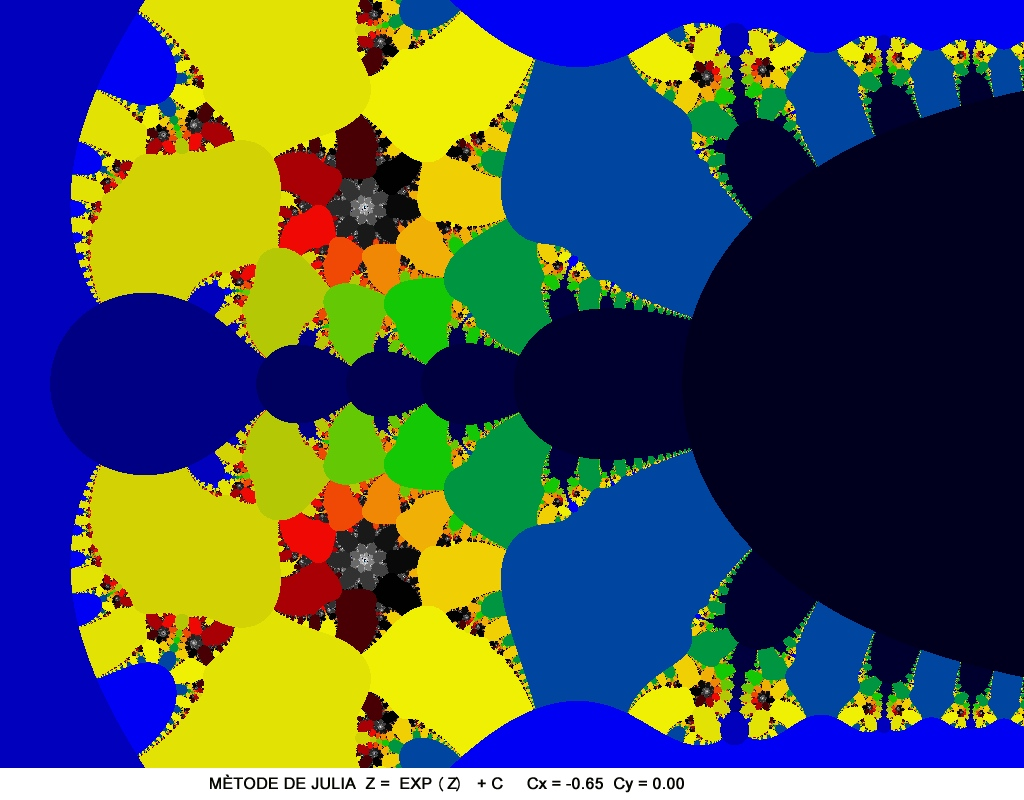
f(z) = exp(z) - 0.65
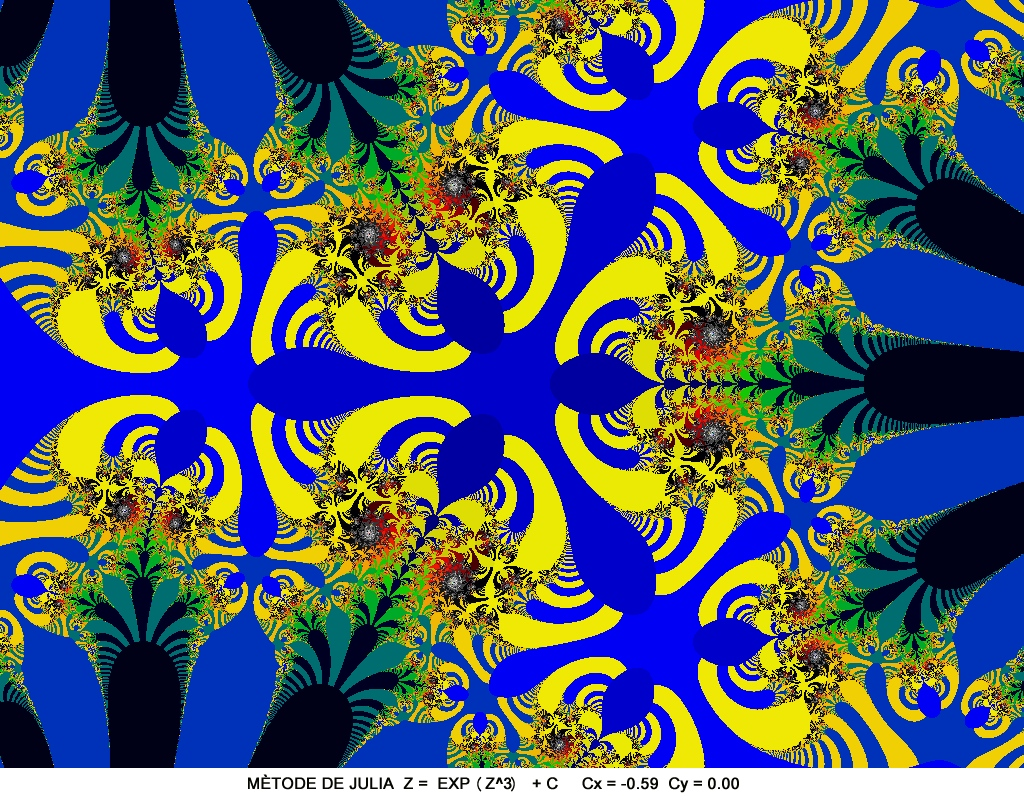
f(z) =  exp(z3) - 0.59
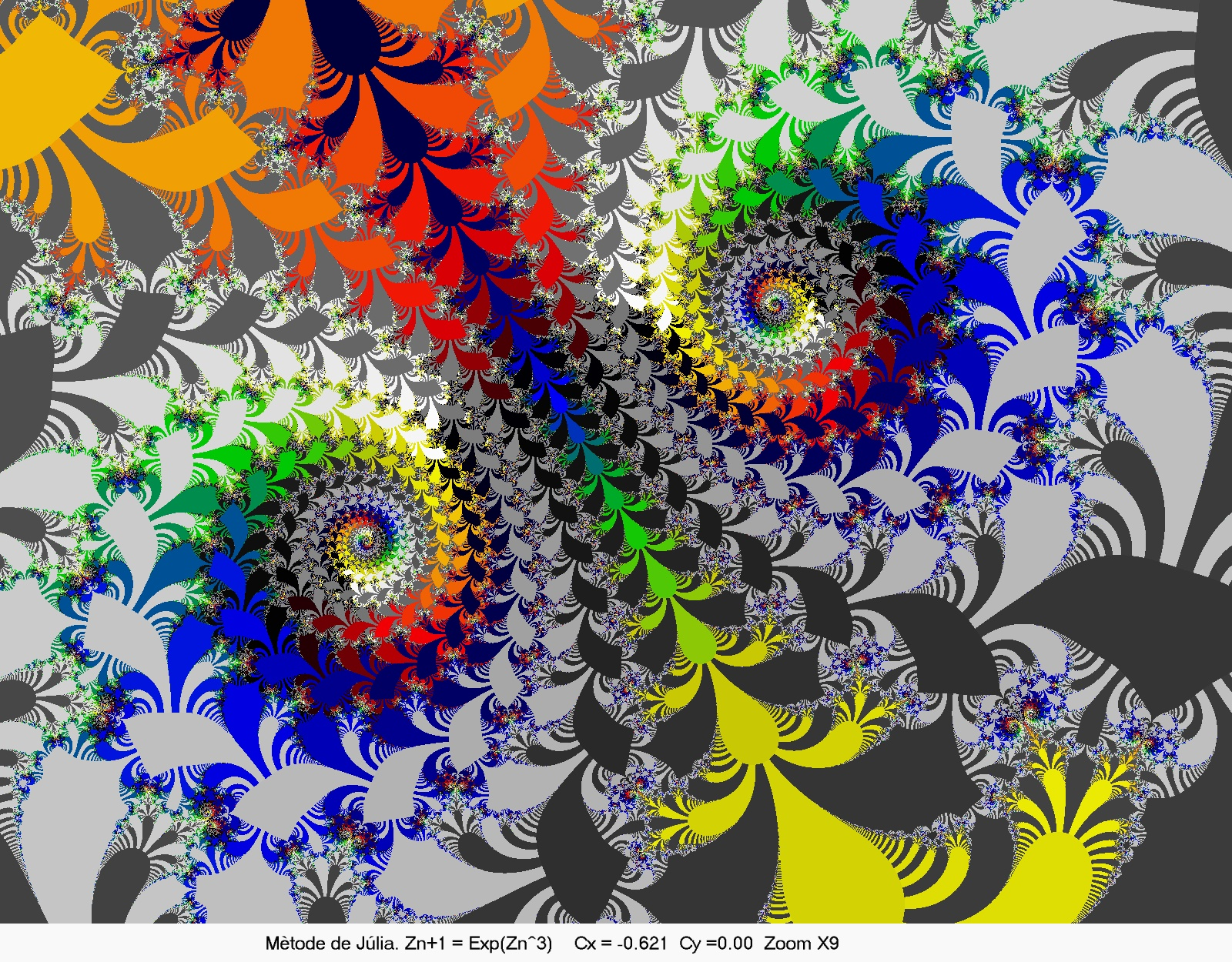
f(z) = exp(z3) - 0.621 Zoom x9
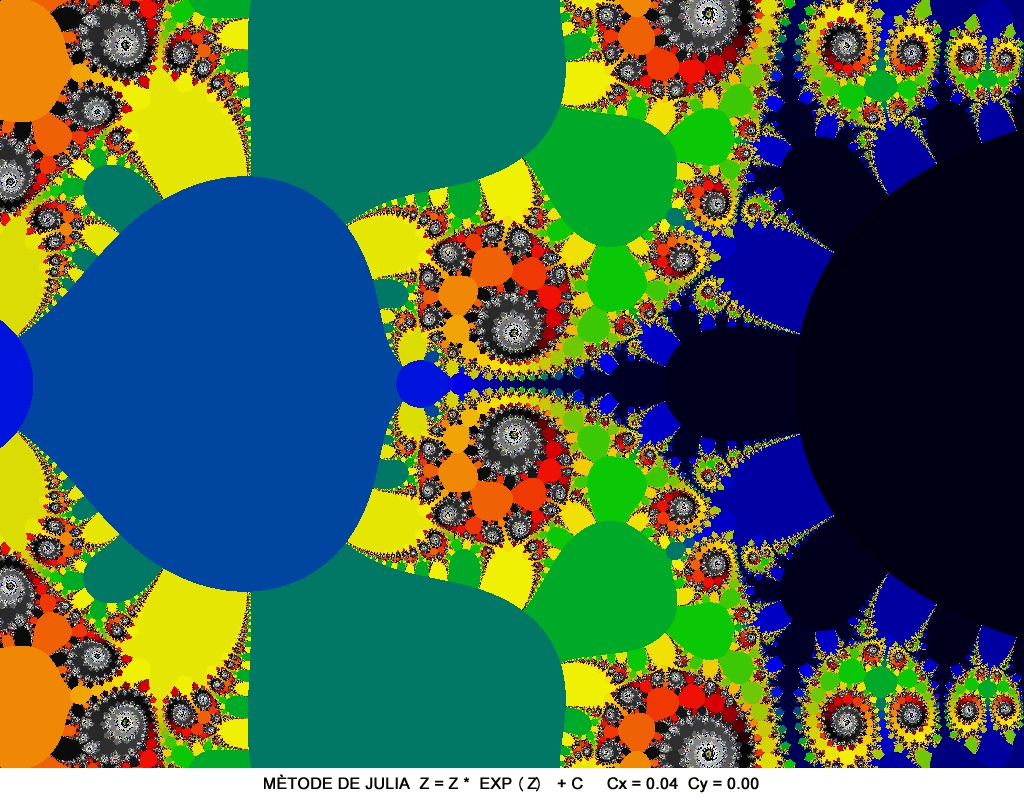
f(z) = z * exp(z) + 0.04
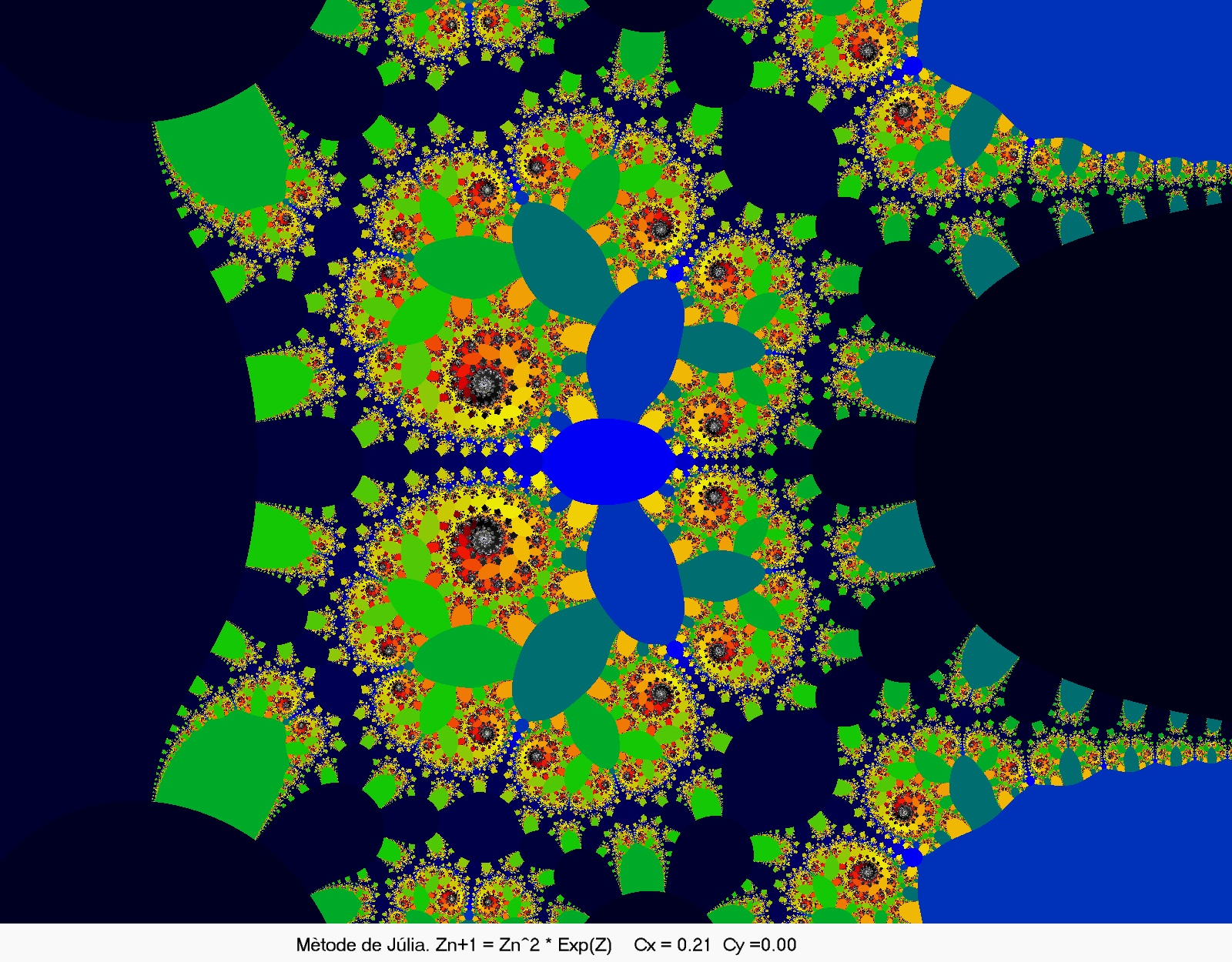
f(z) = z2 * exp(z) + 0.21
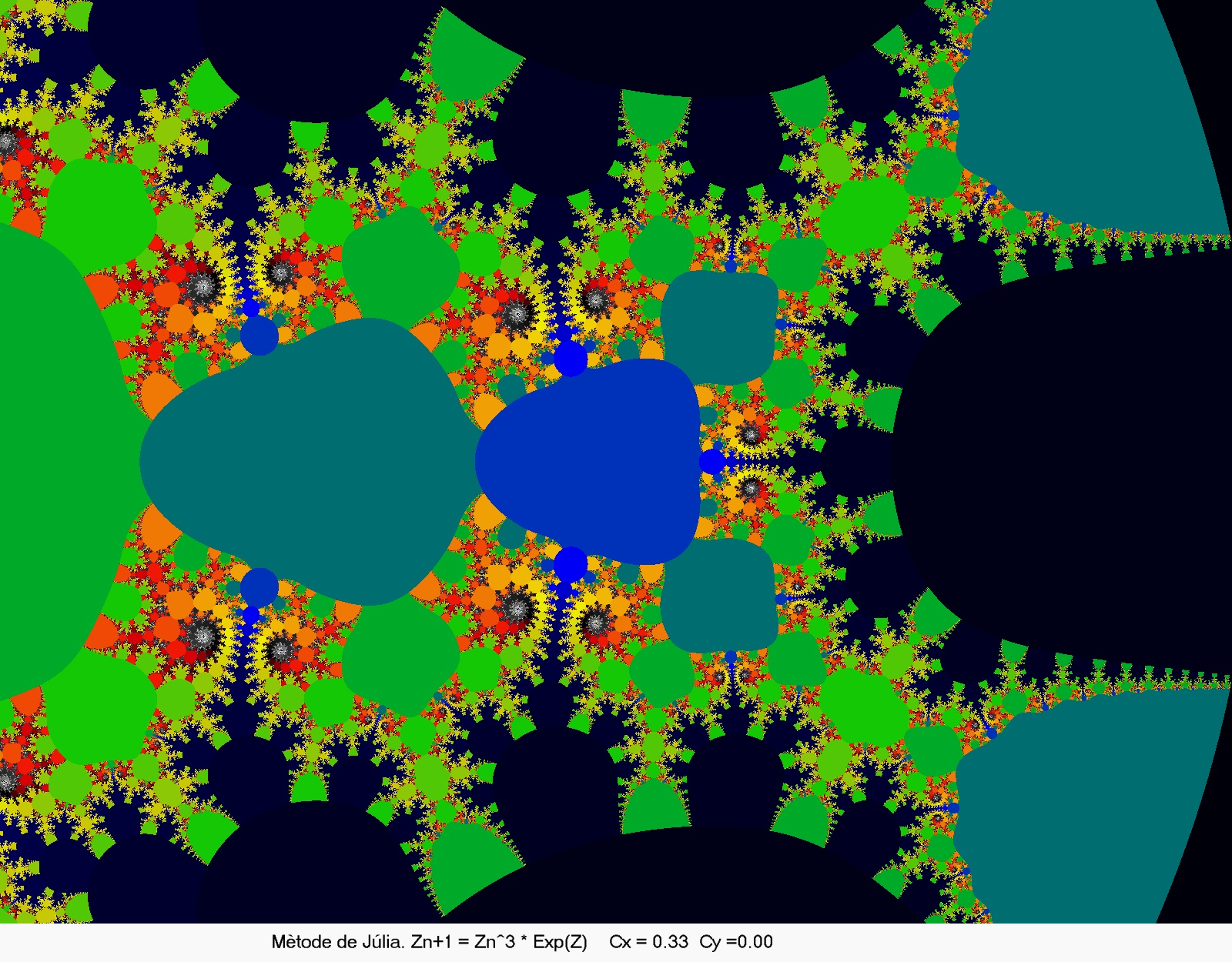
f(z) = z3 * exp(z) + 0.33
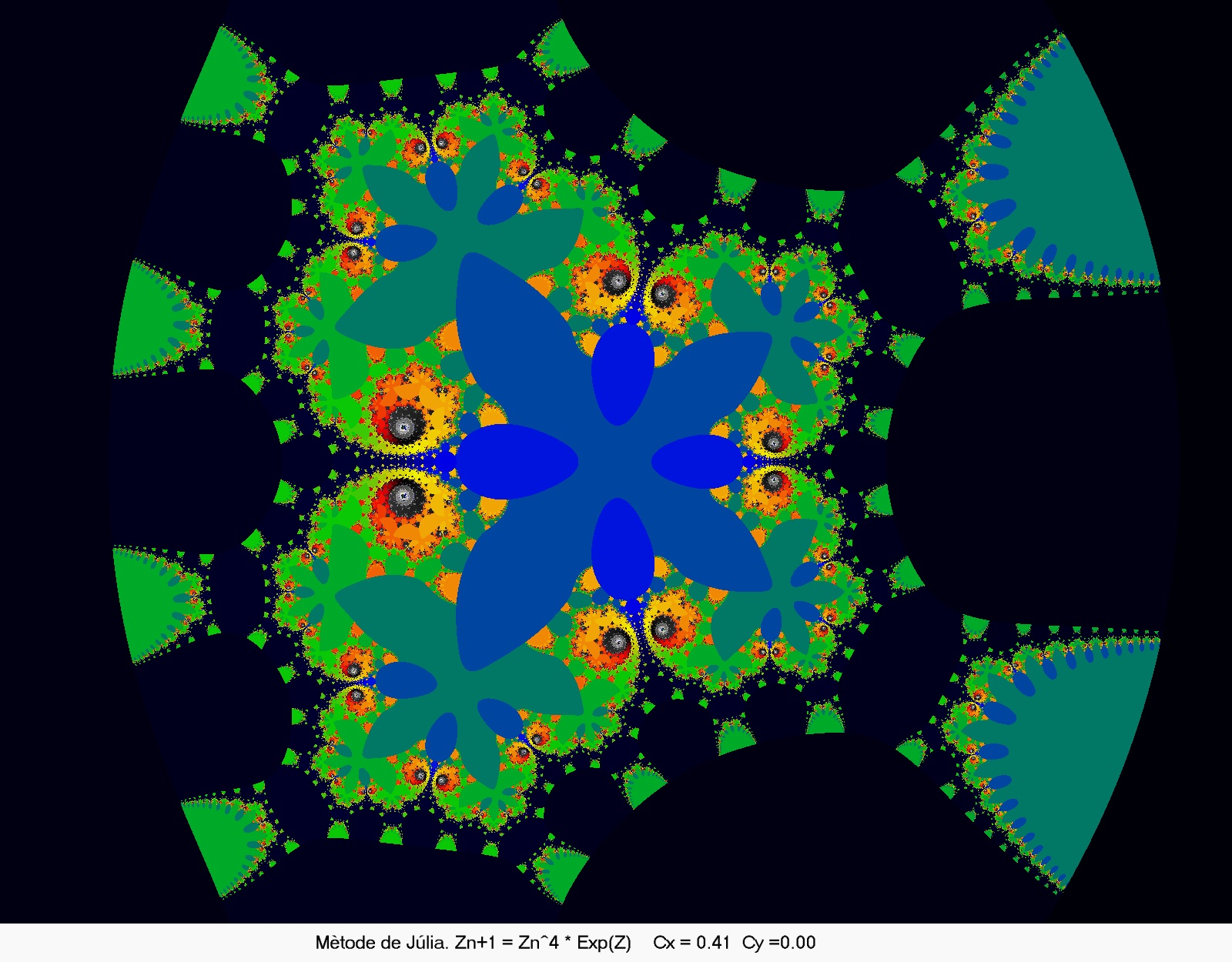
f(z) = z4 * exp(Z) + 0.41
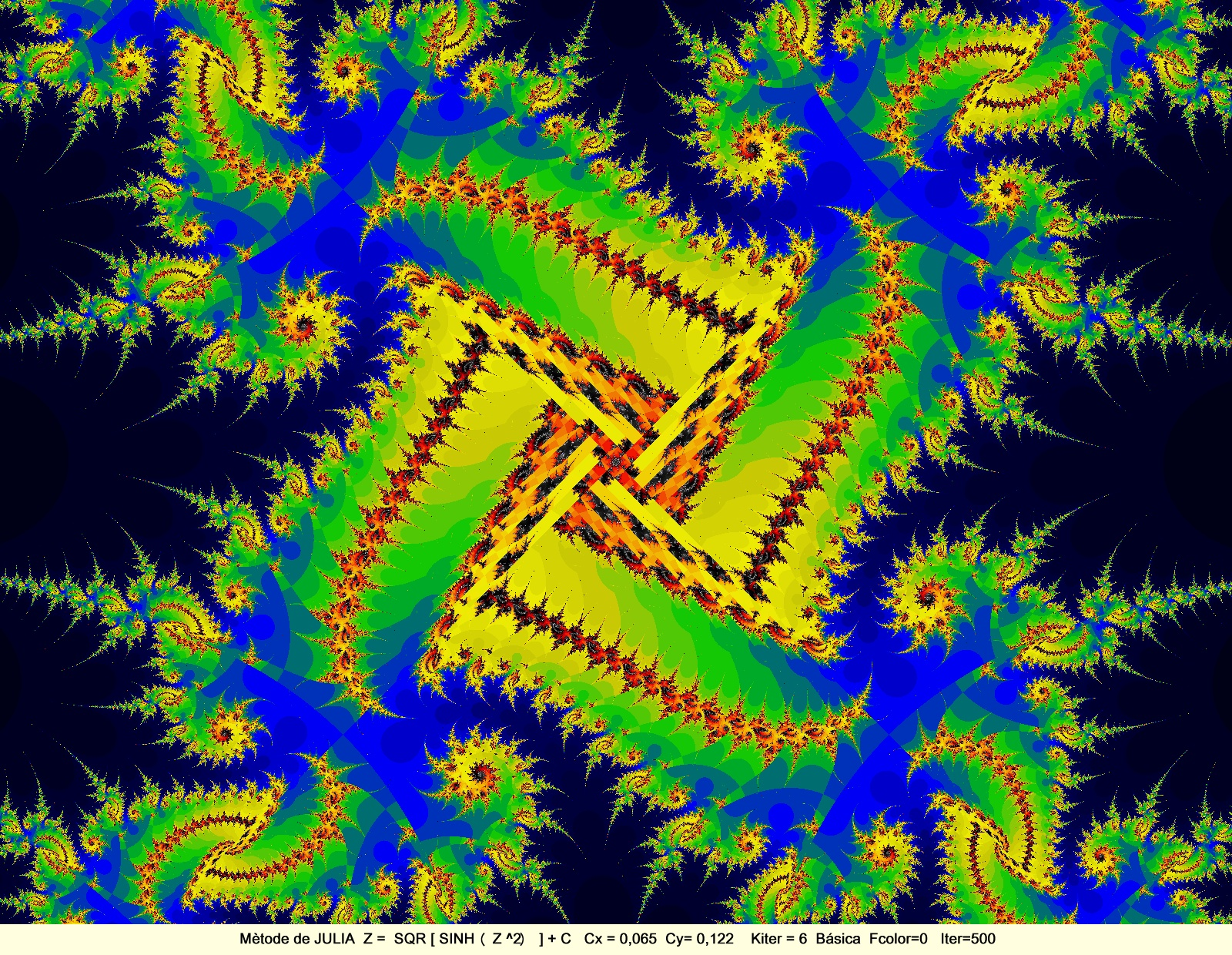
f(z) = Sqr[Sinh(z2)] + (0.065,0.122i)
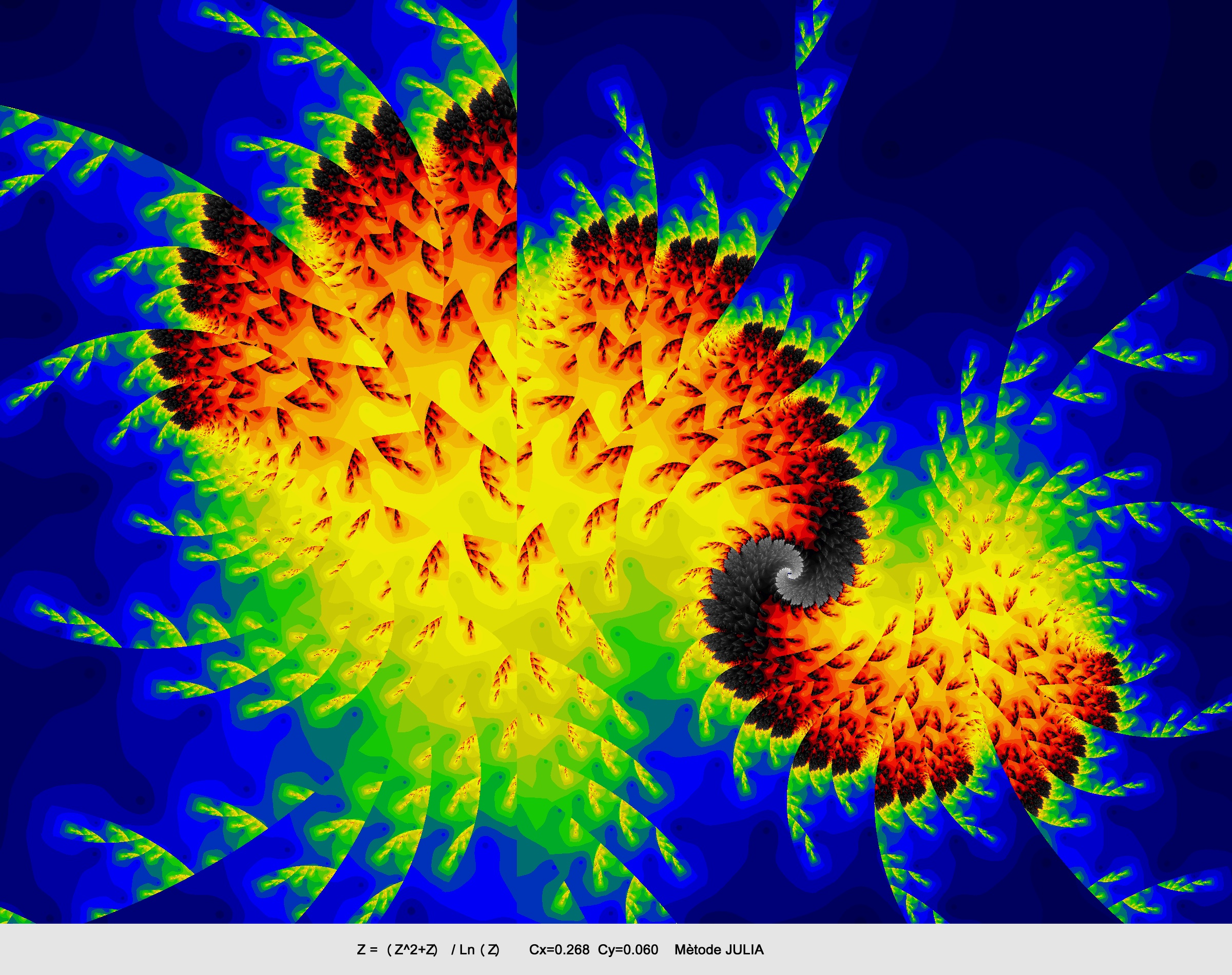
f(z) = [(z2+z)/Ln(z)] +(0.268,0.060i)
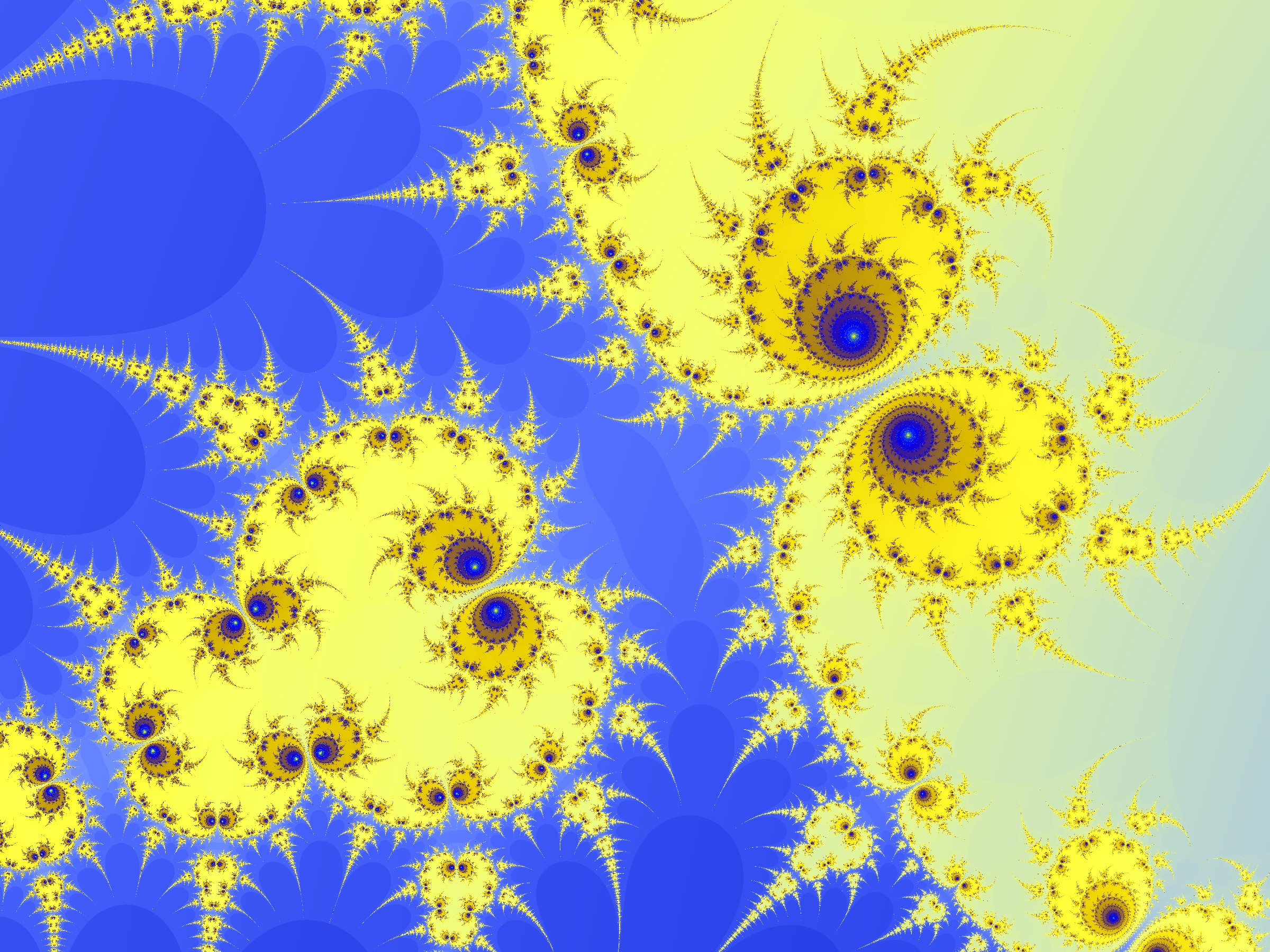
f(z) = Cosh(Z) +(-0.45,0.00i)
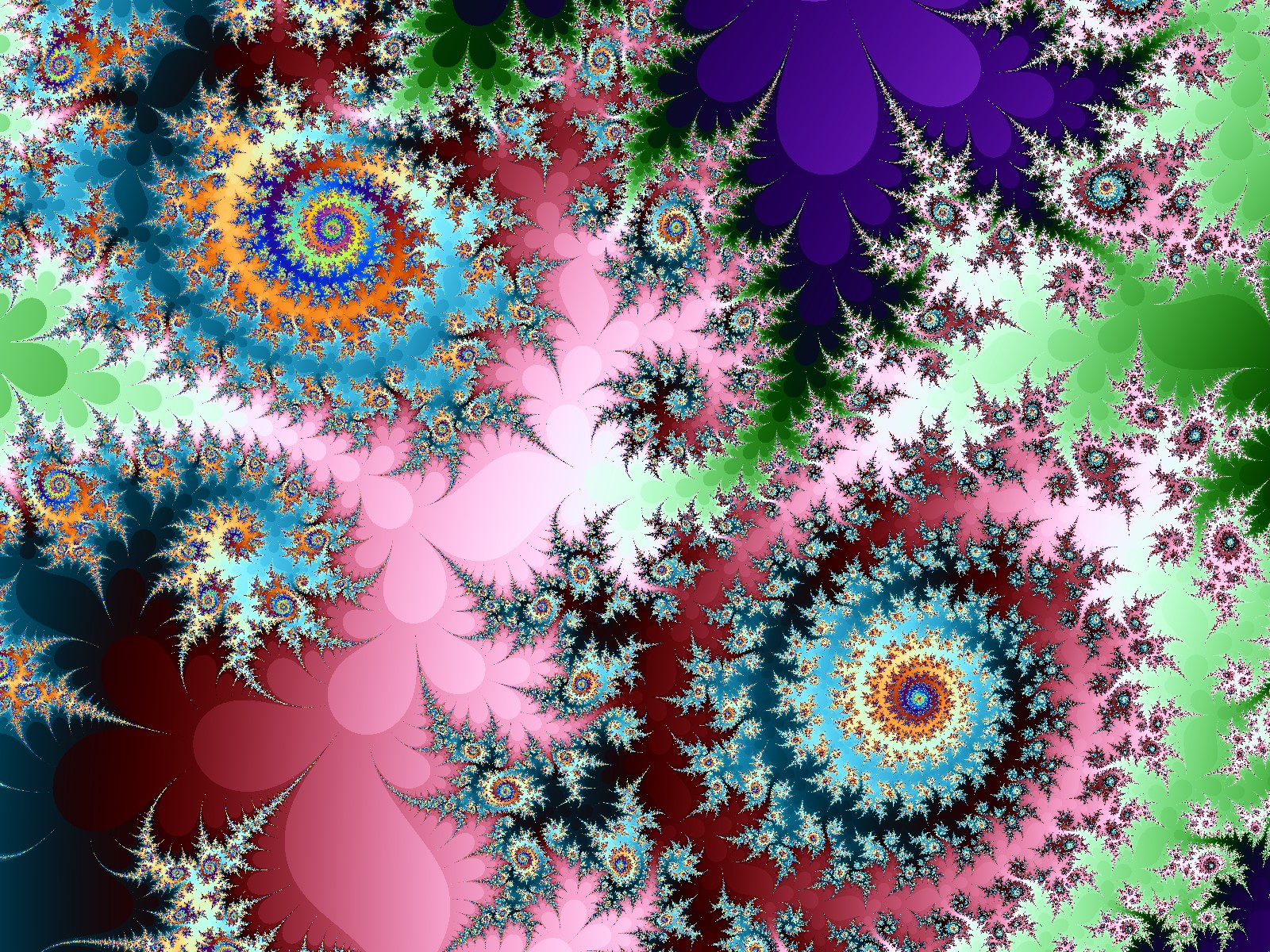
f(z) = Sin(Z) +(4.0,0.88i)